# Vladimir Peška
Vladimir Peška né le 7 septembre 1920 à Horní Ostaslavice (Tchécoslovaquie, région de Moravie) et mort le 9 octobre 2002 à Paris 2e, est un intellectuel et une figure centrale de l'exil tchécoslovaque en France.

## Biographie
Après avoir passé son baccalauréat en 1940 à Prostějov dans le contexte de l'occupation allemande de la Tchécoslovaquie, il se retrouve dans l'impossibilité de réaliser des études universitaires et il enseigne à l'école supérieur de la ville jusqu'à 1945. 
À la Libération, il entame des études de littérature, langue et philologie à l'Université Charles à Prague. En 1948, après la prise de pouvoir par le parti communiste, il est exclu des études pour des raisons politiques et il décide de franchir la frontière pour quitter le pays.
Après un séjour court en Allemagne, il arrive en France le 31 octobre 1948. Il y entame des études avec une bourse de l'Entraide universitaire française et il s'inscrit en doctorat en 1952. Dès 1950, il travaille aussi comme pigiste pour Radio Free Europe et pour l'ORTF. En 1955, il obtient un poste comme enseignant de tchèque au Lycée international de Saint-Germain-en-Laye et en 1960, il devient journaliste statutaire à l'ORTF. 
À partir des années 1970, il travaillera aussi comme chargé de mission à l'Institut d'études slaves à Paris et comme enseignant du langue tchèque à l'Institut national des langues et civilisations orientales jusqu'à sa retraite en 1993.
Il meurt à Paris le 9 octobre 2002.

## Archives
Les archives personnelles de Vladimir Peška sont conservées à l'Institut d'études slaves à Paris. Elles font actuellement l'objet d'un travail systématique de numérisarion afin de les rendre accessibles et exploitables en ligne dans le cadre du projet Numérislav.